# メガマート

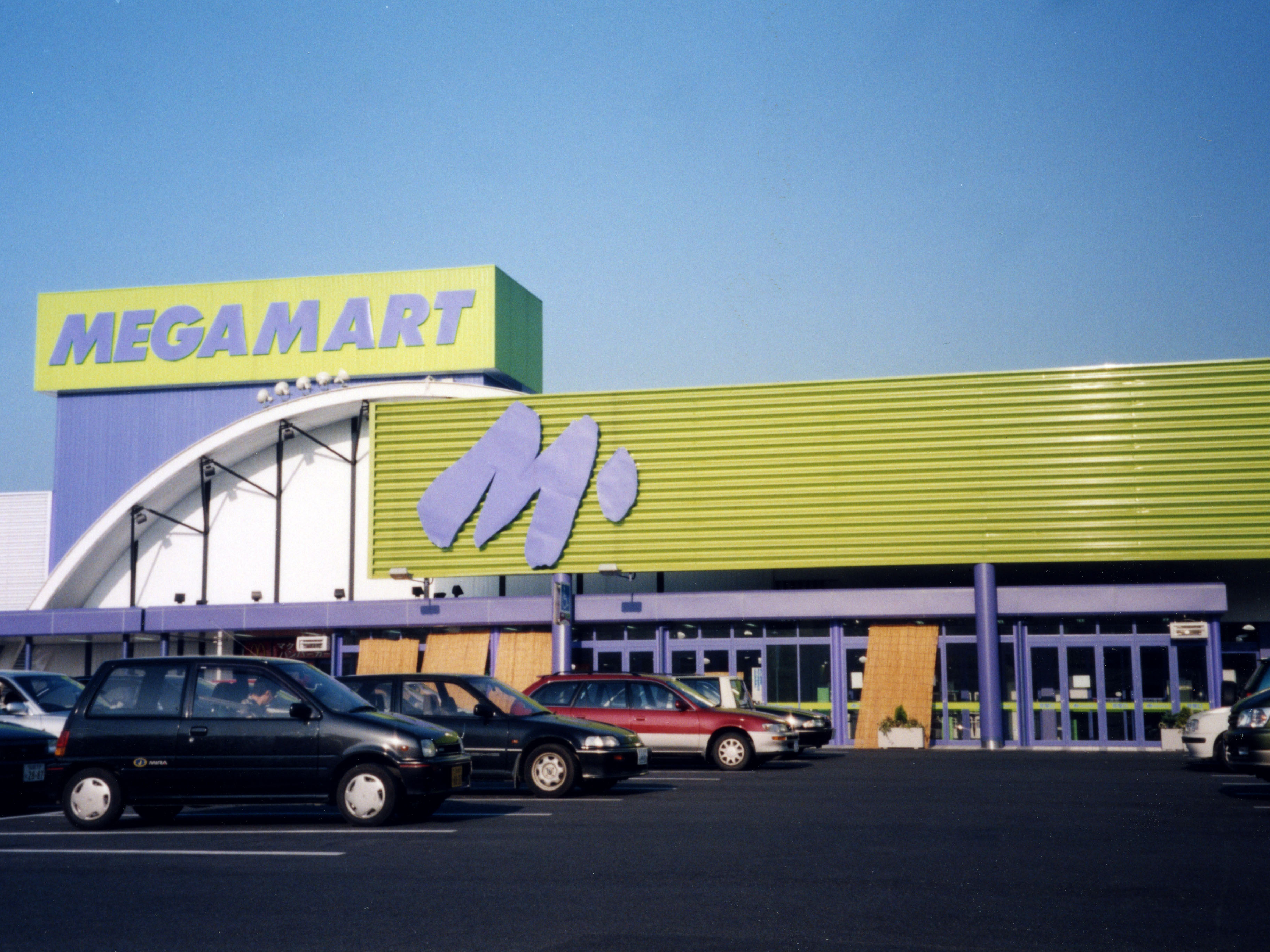
メガマート芸濃店
（1997年8月27日撮影）

メガマート（MEGA MART）は、イオングループがかつて展開していたディスカウントストアのブランドネームである。キャッチフレーズは「いつでも、おとくな、メガマート」。

## 概要
1990年代初頭に当時のジャスコ株式会社により、ウォルマートなどをモデルに低コストでの運営を目指した食品以外を扱うディスカウント業態として開発された。ただし、菓子、飲料、アルコール類などの加工食品は販売しており、一部の店舗では牛乳・豆腐・生麺・パンなどの日配品も扱っていた。当初は単独店舗で計画されていたが、新業態マックスバリュー（当時）計画のため、マックスバリューともにネイバーフッド型ショッピングセンター (NSC) やコミュニティ型ショッピングセンター (CSC) 、パワーセンター (PC) の核店舗として位置づけられるよう計画が変更された。店舗ロゴは基本的に黄緑を基調としており、建物は塔屋下部が流線形になっていることが多い。
1992年にジャスコはホームセンター運営企業のケーヨーおよび石黒ホーマ（当時）と業務・資本提携し、合弁会社として「ケーヨージャスコ」および「イシグロジャスコ」を設立。メガマートの出店主体の一員となる。1995年には、イシグロジャスコが石黒ホーマと合併してホーマック、2000年には、ケーヨージャスコがケーヨーの100%子会社化されるなど、資本業務提携は解消した。このため、北海道と東北地方の店舗は「ホーマック」（2015年3月以降は「DCMホーマック」、2022年9月以降は「DCM」）に、ケーヨージャスコ運営の店舗も順次「デイツー」または「ケーヨーデイツー」（2024年9月以降は「DCM」）に転換され、「メガマート」はイオン株式会社（2001年8月21日にジャスコ株式会社から社名変更）が単独で行う事業となった。
2000年代からはイオンがスーパーセンター業態のイオンスーパーセンターへと出店をシフトした事により新規出店が行われなくなった事に加え、2008年以降はマックスバリュ西日本（当時、2024年3月1日にフジに吸収合併）が単独で展開していた「ザ・ビッグ」がイオングループにおけるディスカウント業態の新たな軸となっており、店舗数においても「ザ・ビッグ」への直接転換や「マックスバリュ」から「ザ・ビッグ」へ転換・移転のために閉店した店舗もあり減少傾向となっていた。2008年8月21日にはイオンが純粋持株会社に移行したことに伴い、同日からイオンの事業子会社であるイオンリテールに引き継がれて運営を行っていた。2011年8月21日にイオンリテールのDS事業本部が吸収分割による事業譲渡によって新設のイオンビッグおよびマックスバリュ長野へ継承された。
マックスバリュ長野へ継承された信州池田店は、2012年3月9日に隣接のマックスバリュと共にザ・ビッグ信州池田店に転換されたため、イオンビッグ単体の事業となり、最後まで営業を続けていた芸濃店（三重県津市）が2014年1月30日をもって閉店（のちにザ・ビッグ芸濃店へ移行）したことにより、「メガマート」店舗は全て閉店となった。

## 店舗

### 過去に存在した店舗
※ ×は建物が解体された店舗。

### 東北地方

#### 青森県
- 藤崎店

跡地はホーマック藤崎店 → DCMホーマック藤崎店 → DCM藤崎店
- 柏店（イオン柏ショッピングセンター内）

跡地はホーマック柏店 → ザ・ダイソーイオンモールつがる柏店
- 下田店（イオン下田ショッピングセンター内）

跡地はホーマック下田店 → ザ・ダイソーイオンモール下田店

#### 秋田県
- 広面店（広面ショッピングセンター内）

跡地はホーマック広面北店 → DCMホーマック広面北店 → DCM広面北店
- 大館店（ロックショッピングタウン大館西内）

跡地はホーマック大館西店 → DCMホーマック大館西店 → DCM大館西店

#### 山形県
- 酒田店

跡地はホーマック酒田北店 → ライトオン酒田イオンタウン店

#### 福島県
- 郡山店（イオンタウン郡山内[3]、1998年〈平成10年〉12月3日開店[3] - 2006年〈平成18年〉8月1日閉店[4]）

開店時の店舗面積7,238 m2、ショッピングセンター店舗面積34,345 m2
閉店時の店舗面積7,865 m2
現在は、イオンタウン郡山おしゃれ館。

### 関東地方

#### 栃木県
- 那須店（イオンタウン那須ショッピングセンター内、1998年〈平成10年〉12月2日開店[5] - 2011年〈平成23年〉9月25日閉店）

店舗面積5,090 m2、ショッピングセンター店舗面積11,828 m2
跡地はザ・ビッグ那須店（マックスバリュと統合し、旧メガマート店舗を活用）。
- 那須塩原店（イオンタウン那須塩原ショッピングセンター内、1999年〈平成11年〉開店 - 2011年〈平成23年〉9月閉店）

#### 群馬県
- 吉岡店×（北群馬郡吉岡町[6]ジャスコ吉岡ショッピングセンター内、1997年〈平成9年〉7月19日開店[6] - 2006年〈平成18年〉7月20日閉店[7]）

開店時の店舗面積5,200 m2、マックスバリュ面積2,300 m2、ショッピングセンター店舗面積9,887 m2
閉店時の店舗面積4,962 m2、マックスバリュ直営店舗面積約2,281 m2。
関東初のメガマートと北関東初のマックスバリューで、ジャスコ吉岡ショッピングセンターの核店舗として開業した。跡地は更地となった。

### 甲信越・北陸地方

#### 石川県
- 野々市店（野々市南ショッピングセンター内、1999年〈平成11年〉10月24日開店[8]）

店舗面積7,205 m2、ショッピングセンター店舗面積12,789 m2
北陸ジャスコが出店
隣接のマックスバリュと統合し、ジャスコ野々市南店（現：イオン野々市南店）に転換。メガマート店舗では唯一イオングループのGMS店舗に転換されている。

#### 長野県
- 穂高店（アートタウンショッピングセンター内、1997年〈平成9年〉2月11日開店 - 1999年〈平成11年〉10月閉店[8]）

店舗面積6,211 m2、ショッピングセンター店舗面積15,008 m2
跡地は綿半ホームエイド穂高店
- 茅野店（ビーナスライン茅野ショッピングセンター内、1995年〈平成7年〉10月25日開店[9]）

店舗面積8,106 m2、ショッピングセンター店舗面積11,594 m2
信州ジャスコが出店。ザ・ビッグに業態転換（マックスバリュと統合し、旧メガマート店舗を活用）。
- 山形店（サラダ街道ショッピングセンター内、1996年〈平成8年〉11月29日開店[10]）

店舗面積8,890 m2、ショッピングセンター店舗面積13,422m2
信州ジャスコが出店。跡地はケーヨーデーツー信州山形店→DCM信州山形店。
- しおだ野店（しおだ野ショッピングセンター内、1995年〈平成7年〉6月8日開店[9]）

店舗面積4,860 m2、ショッピングセンター店舗面積7,604 m2
信州ジャスコが出店。跡地はザ・ビッグしおだ野店（マックスバリュと統合し、旧メガマート店舗を活用）
- 信州池田店（池田ショッピングセンターハーブ内、1995年〈平成7年〉4月28日開店[9]）

店舗面積4,349 m2、ショッピングセンター店舗面積6,858 m2
信州ジャスコが出店。跡地はザ・ビッグ信州池田店（旧マックスバリュ信州池田店と統合）

### 東海地方

#### 静岡県
- 浜岡店（イオンタウン浜岡ショッピングセンター内、1998年〈平成10年〉11月28日開店[5]）

店舗面積7,430 m2、ショッピングセンター店舗面積17,699 m2
- 磐田店（イオンタウン磐田ショッピングセンター内、1998年〈平成10年〉9月22日開店[5]）

店舗面積8,000 m2、ショッピングセンター店舗面積17,336 m2
- 湖西店（イオンタウン湖西ショッピングセンター内、1998年〈平成10年〉10月3日開店[5]）

店舗面積5,860 m2、ショッピングセンター店舗面積13,237 m2
- 大須賀店（ロックタウン大須賀内、1999年〈平成11年〉6月18日開店[9]）

店舗面積8,244 m2、ショッピングセンター店舗面積20,099 m2
- 蒲原店（イオンタウン蒲原ショッピングセンター内、1999年〈平成11年〉11月12日開店[9]）

店舗面積5,200 m2、ショッピングセンター店舗面積11,653 m2
ザ・ビッグに業態転換（マックスバリュと統合し、旧メガマート店舗を活用）。

#### 愛知県
- 豊橋神野店

コジマNEW豊橋店 → コジマ×ビックカメラ豊橋店
- 蒲郡店×

ケーヨーデイツー蒲郡店 → ゲームファンタジアン蒲郡店 → 解体 → ニトリ蒲郡店（同市内のクラスポ蒲郡から移転）
- 刈谷店（ロックタウン刈谷内、1999年〈平成11年〉7月15日開店 - 2012年〈平成24年〉5月10日閉店）

店舗面積8,353 m2
ザ・ビッグエクストラ刈谷店（マックスバリュと統合し、旧メガマート店舗を活用、マックスバリュ跡にはエディオンが出店）
- 東浦店（イオン東浦ショッピングセンター内、2004年〈平成16年〉6月20日閉店[11]）

店舗面積6,057 m2。
跡地はキッズ共和国→キッズリパブリック
- ワンダーシティ店（イオンモール名古屋ワンダーシティ内）×

ケーヨーデイツーワンダーシティ店 → ワンダーシティの建て替えに伴い閉店

#### 岐阜県
- 可児店
- 垂井店
- 養老店（イオンタウン養老ショッピングセンター内、1999年〈平成11年〉10月29日開店[12] - 2011年〈平成23年〉8月25日閉店）

店舗面積5,351 m2
跡地はザ・ビッグ養老店（マックスバリュと統合し、旧メガマート店舗を活用）
- 輪之内店（イオンタウン輪之内ショッピングセンター内、1998年〈平成10年〉10月31日開店[5] - 2011年〈平成23年〉10月23日閉店）

店舗面積5,847 m2
ザ・ビッグ輪之内店（マックスバリュと統合し、旧メガマート店舗を活用）
- 岐阜池田店（イオンタウン岐阜池田ショッピングセンター内、1997年〈平成9年〉5月16日開店 - 2011年〈平成23年〉11月20日閉店）

店舗面積4,840 m2
ザ・ビッグエクストラ岐阜池田店（旧マックスバリュ岐阜池田店と統合）

#### 三重県
- 大安店×（1994年〈平成5年〉3月10日開店[14]）

ケーヨージャスコが開設した最初の店舗として、正式な1号店である一宮店に先駆けグリーンプラザ大安付近に開店した。
- 四日市店×（パワーシティ四日市内、1995年〈平成7年〉3月18日開業[15]）

競合の増加に伴い閉店し、居抜きでスポーツオーソリティが入居した。
その後、イオンタウン四日市泊（旧：パワーシティ四日市）自体が建て替えのため解体され、跡地に同名の新店舗が開業した。
- 菰野店（イオンタウン菰野ショッピングセンター内、2000年〈平成12年〉4月21日開店[17] - 2013年〈平成25年〉1月14日閉店）

跡地はザ・ビッグ菰野店（マックスバリュと統合し、旧メガマート店舗を活用、マックスバリュ跡は専門店棟の一部になっている）
- 芸濃店（ジャスコ芸濃ショッピングセンター、1996年〈平成8年〉12月7日開店[10] - 2014年〈平成26年〉1月30日閉店）

店舗面積5,051 m2
跡地はザ・ビッグ芸濃店（マックスバリュと統合し、旧メガマート店舗を活用、マックスバリュ跡は専門店街化）
- 松阪川井町店（パワーセンター松阪内[18]、1996年〈平成8年〉12月7日[18] - 2013年〈平成25年〉8月20日閉店

店舗面積5,500 m2、ショッピングセンター店舗面積13,187 m2
閉店後の店舗の建物を活用し、2013年10月24日にケーズデンキ松阪川井町店がオープンし、続いて11月13日にあかのれん松阪店がオープンした。その後、両店とも閉店し、2020年12月18日にハードオフ、2021年5月28日にダイソーがオープンしている。

### 近畿地方

#### 滋賀県
- 高月店（高月ショッピングセンターきたのキャンス内、1997年〈平成9年〉4月27日開店[13] - 2013年〈平成25年〉4月30日閉店）

店舗面積5,141 m2、ショッピングセンター店舗面積5,400 m2
跡地はザ・ビッグ高月店

### 中国地方

#### 岡山県
- イオン倉敷店（イオンモール倉敷内、1999年〈平成11年〉9月21日開店[9]）

店舗面積6,041 m2
跡地はキッズ共和国+
- 平島店（1995年〈平成7年〉9月14日開店[9]）

店舗面積4,800 m2
中国メガマートが出店。跡地はザ・ビッグ平島店（メガマートから直接転換）。
- 鴨方店（イオンタウン鴨方ショッピングセンター内、1994年〈平成6年〉11月26日開店 - 2010年〈平成22年〉6月2日閉店）

中国メガマートが出店。
跡地はホームセンターコーナン鴨方店（メガマートが閉店する約1ヶ月前に隣接していたマックスバリュはザ・ビッグに業態転換しているため、数日間イオングループのDS店舗が隣接していたことになる）。
- 一宮店（1994年4月23日開店[19] - 2010年8月4日閉店）

中国メガマートが出店。メガマート1号店である。
跡地はザ・ビッグ岡山一宮店（マックスバリュと統合し、旧メガマート店舗を活用。旧マックスバリュ店舗はホームセンタータイム岡山一宮店）
- 連島店（ジャスコ連島ショッピングセンター内、1997年〈平成9年〉7月3日開店[5] - 2010年〈平成10年〉5月5日閉店）

店舗面積6,000 m2、ショッピングセンター店舗面積10,720 m2
跡地はホームセンターコーナン連島店（隣接のマックスバリュがザ・ビッグに転換）
- 和気店（ロックショッピングタウン和気内、1996年〈平成8年〉3月23日開店[9]）

店舗面積6,100 m2、ショッピングセンター店舗面積9,351 m2
中国メガマートが出店。ザ・ビッグに業態転換（マックスバリュと統合し、旧メガマート店舗を活用）。

#### 広島県
- 福山一文字店×（イオンタウン福山一文字ショッピングセンター内、1998年〈平成10年〉11月6日開店 - 2006年〈平成18年〉1月20日閉店）

店舗面積7,324 m2、ショッピングセンター店舗面積13,611 m2
閉店後解体（マックスバリュを含むイオンタウンすべて）→ 複合施設（福山コロナワールド）

#### 山口県
- 平生店（ロックショッピングタウン平生内、1997年〈平成9年〉11月6日開店[5] - 2010年〈平成22年〉6月30日閉店）

店舗面積5,500 m2、ショッピングセンター店舗面積9,809 m2
跡地はナフコ平生店

### 四国地方

#### 香川県
- 豊中店×（ジャスコ豊中ショッピングセンター内、1997年〈平成9年〉11月20日開店[5] - 2003年〈平成15年〉4月23日全焼）

店舗面積2,290 m2、ショッピングセンター店舗面積13,187 m2
2003年（平成15年）4月23日に子供の火遊びで全焼。現在は太陽光発電所である。防火シャッターの一部が作動しなかったり、作動しても物をはさんでいたりしていたのが被害を拡大させた。同一敷地のマックスバリュ豊中店は現存していた。香川県内のイオンリテール運営のマックスバリュは2009年9月21日、マックスバリュ西日本に営業譲渡されたが、同年11月17日に同社が同じ三豊市内にマックスバリュ高瀬店（2020年8月閉店、同年9月11日にマルナカ高瀬店が移転開業）を開店する関係上、豊中店は同社に引き継がれず同年10月20日に閉店となった。
- 寒川店（ジャスコ寒川ショッピングセンター内、1996年〈平成8年〉3月21日開店[13]）

店舗面積2,290 m2
ザ・ビッグに業態転換（マックスバリュと統合し、旧メガマート店舗を活用）。
- 多度津店

ザ・ビッグに業態転換（マックスバリュと統合し、旧メガマート店舗を活用）。

#### 徳島県
- 上板店（ロックショッピングタウン上板内、1996年〈平成8年〉12月7日開店[13]）

店舗面積4,991 m2、ショッピングセンター店舗面積11,467 m2
跡地はザ・ビッグ上板店（マックスバリュと統合し、旧メガマート店舗を活用）

#### 愛媛県
- 新居浜店（イオン新居浜ショッピングセンター内、2001年〈平成13年〉6月30日開店[20] - 2004年〈平成16年〉7月4日閉店[11]）

店舗面積6,140 m2。
イオン新居浜ショッピングセンター1階南側の準核店舗として開業した。跡地は、イオンの子供向けテナント「キッズ共和国プラス」になった後、2011年（平成23年）4月22日にデオデオが移転する形で開業。2012年（平成24年）10月1日のブランド統合及び店舗名の改称に伴い、現在はエディオンイオンモール新居浜店として営業している。

### 出店を断念した店舗

#### 兵庫県
- 南淡路店（三原郡南淡町、現・南あわじ市）
豊中店や寒川店などと同様に、メガマート（近畿1号店）とマックスバリュを核とするネイバーフッド型ショッピングセンターとして1994年（平成6年）の開業を目指していた[23]。最終的には計画が変更され、ジャスコとしての出店となった。